# Пралије Јерусалимски
Свети Пралије је био епископ јерусалимски у периоду од 417. до 422. године.
Наследио је Јована II на месту јерусалимског епископа. Према Теодориту, Пралијево расположење и држање су одговарали имену епископа, које је изведено од грчке речи за „кротак дух“.
Православна црква га помиње као светитеља 27. августа.